# Ϛ
Ϛ, ϛ(그리스어: ϛίγμα 스띵마[*])는 그리스 문자 σ와 τ의 합자이다. 그리스 숫자로는 6을 뜻한다.

## 유니코드에서
유니코드에는 이 글자가 U+03DA GREEK LETTER STIGMA(Ϛ)와 U+03DB GREEK SMALL LETTER STIGMA(ϛ)로 등록되어 있다. 스티그마의 소문자는 σ가 단어 끝에서 쓰일 때의 모양(ς)과 비슷하지만, 위쪽이 더 크고, 처음에 약간 위쪽에서 시작해서 조금 내려오는 모양을 하고 있다.
스티그마는 디감마를 그리스 숫자 6으로 썼던 때의 이름이기도 하나, 이는 후대의 착오이다. στ의 합자는 고대에는 없고 중세 후기에 나타났다. 서기 1000년경 고대 그리스어 후기에 쓰여진 소포클레스의 비잔티움 그리스어 사전에서는, 스티그마가 합자 또는 숫자로서 전혀 사용되지 않았다.

## 쓰임

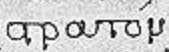
στρατόν라는 단어에 쓰인 스티그마

## 참조
- 스티그마 (영어)